# Union pour la lutte contre la sclérose en plaques
L’Union pour la lutte contre la sclérose en plaques (UNISEP) est une fédération d'associations qui s'est destinée à fédérer les efforts de la lutte contre la sclérose en plaques. Elle comprend notamment les associations cofondatrices : l'Association Française des Sclérosés en Plaques (AFSEP) et la fondation pour l'aide à la recherche contre la sclérose en plaques (Fondation pour la recherche sur la sclérose en plaques (ARSEP).
Elle organise de nombreuses actions pour sensibiliser le public et rassembler des fonds.